# Günther Ortmann
Günther Ortmann (Lubań, 30 novembre 1916 – 10 gennaio 2002) è stato un pallamanista tedesco.

## Palmarès

### Olimpiadi
- Oro a Berlino 1936 nella pallamano.